# Vasegerszeg
Vasegerszeg község Vas vármegyében, a Sárvári járásban.

## Fekvése
Szombathelytől kelet-északkeletre fekszik, körülbelül 30 kilométerre, a Répce jobb parti oldalán.
Mai belterületét két különálló településrész alkotja: északkeleten a nagyobb kiterjedésű Ivánegerszeg vagy Nagyegerszeg és délnyugaton a jóval kisebb, úgyszólván csak egy utcából és egy kastélyból álló Keményegerszeg vagy Kisegerszeg.
A szomszédos települések: észak felől Nagygeresd, északkelet felől Vámoscsalád (3 kilométerre), kelet felől Uraiújfalu, délkelet felől Jákfa, dél felől Zsédeny, délnyugat felől Hegyfalu (2 kilométerre), északnyugat felől pedig Tompaládony. A legközelebbi városok: Répcelak 9 és Sárvár 15 kilométerre.

### Megközelítése
A településen végighúzódik, annak főutcájaként a 86-os főút, ez a legfontosabb közúti megközelítési útvonala. Határszélét érinti még az M86-os autóút és a 84-es főút is, sőt utóbbiak csomóponttal keresztezik egymást a falu déli külterületei között, de a lakott részeit elkerülik. A környező kisebb települések közül Uraiújfaluval a 8448-as, Nagygeresddel a 8631-es út köti össze.
A hazai vasútvonalak közül a Hegyeshalom–Porpác-vasútvonal érinti, melynek egy megállási pontja van a határai között; Vasegerszeg megállóhely Nagyegerszeg központjától nem messze délkeletre helyezkedik el, közúti elérését egy, a 86-os főútból kiágazó önkormányzati út biztosítja.

## Története
Vasegerszeg 1937-ben jött létre Ivánegerszeg és Keményegerszeg egyesítésével. Első okleveles említése 1221-ből származik. Mindkét Árpád-korban élt falunévadó a Ják nemzetség tagja volt.

## Közélete

### Polgármesterei
- 1990–1994: Krausz Tamás (független)[5]
- 1994–1998: Mesterházy Sándor (független)[6]
- 1998–2002: Mesterházy Sándor (független)[7]
- 2002–2006: Németh József (független)[8]
- 2006–2010: Németh József (független)[9]
- 2010–2014: Németh József (független)[10]
- 2014–2019: Németh József (független)[11]
- 2019–2024: Németh József (független)[12]
- 2024– : Németh József (független)[1]

## Népesség
A település népességének változása:
| Lakosok száma | 397  | 387  | 392  | 366  | 342  | 330  | 322  |
|               | 2013 | 2014 | 2015 | 2021 | 2022 | 2023 | 2024 |

A 2011-es népszámlálás során a lakosok 93,3%-a magyarnak, 1,9% németnek, 0,3% cigánynak, 0,5% horvátnak mondta magát (6,7% nem nyilatkozott; a kettős identitások miatt a végösszeg nagyobb lehet 100%-nál). A vallási megoszlás a következő volt: római katolikus 53,1%, református 1,9%, evangélikus 29,9%, felekezet nélküli 2,7% (12,4% nem nyilatkozott).
2022-ben a lakosság 93,6%-a vallotta magát magyarnak, 1,2% németnek, 0,3% románnak, 0,3% szerbnek, 1,2% egyéb, nem hazai nemzetiségűnek (5,8% nem nyilatkozott; a kettős identitások miatt a végösszeg nagyobb lehet 100%-nál). Vallásuk szerint 45,3% volt római katolikus, 19% evangélikus, 1,8% református, 0,3% egyéb keresztény, 0,9% egyéb katolikus, 1,2% felekezeten kívüli (31,6% nem válaszolt).

## Híres emberek
- Itt született Bakó Samu evangélikus néptanító (1837–1897)

## Látnivalók

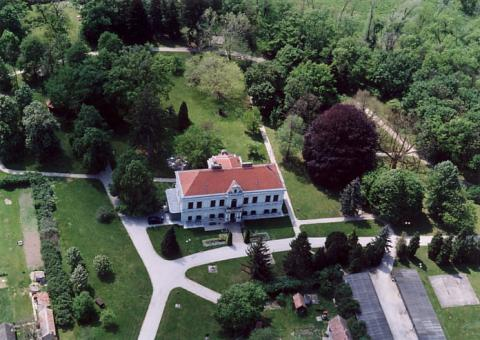
A kastély légifotója

- Az Ivánegerszegen álló Szentháromság és Nagyboldogasszony titulusú barokk templom, szép korabeli berendezéssel a legszebb műemléke.
- Keményegerszegen található a klasszicista stílusú, szép parkkal övezett Markusovszky-kastély. Nevét Markusovszky Lajos-ról kapta, aki 1850 és 1893 között élt itt hitvesével. Az ivánegerszegi evangélikus iskolaépület és harangtorony II. József korából származik.